# Kotagaralahalli, Madhugiri
Kotagaralahalli là một làng thuộc tehsil Madhugiri, huyện Tumkur, bang Karnataka, Ấn Độ.